# Onezim
Sveti Onezim (grč.: Ὀνήσιμος Onēsimos - "koristan"; ? - Rim, oko 90.), učenik Svetog Pavla, biskup u Efezu, mučenik i svetac.

## Životopis
Onezim je ime od svoga gospodara Filemona, kojega je jednom orobio te pobjegao u Rim. To se dogodilo između 61. i 63. godine. Tada je Onezim otišao u posjetu Svetom Pavlu koji ga je preobratio na kršćanstvo. Sveti Pavao želio ga je zadržati kod sebe, ali je on pripadao Filemonu. Budući da je Tihik odlazio u Aziju, Pavao ga je skupa s Onezimom poslao Crkvi u Kolose, s poslanicom upravljenom Filemonu, u kojoj moli oproštenje za Onezima (Poslanica Filemonu).
Iako neki povijesni izvori u to sumnjaju, Onezim je vjerojatno bio isti Onezim kojega su za biskupa postavili apostoli pa je preuzeo biskupsku stolicu u Efezu od apostola Timoteja. Za vrijeme vladavine rimskog cara Domicijana i Trajanovih progona, Onezim je bio zatvoren u Rimu te postao mučenikom kada je pogubljen kamenovanjem (iako neki izvori tvrde da mu je odsječena glava).
Zapadna Crkva slavi sv. Onezima 16. veljače, a Pravoslavna 28. veljače.